# Norrent-Fontes
Norrent-Fontes és un municipi francès situat al departament del Pas de Calais i a la regió dels Alts de França. L'any 2007 tenia 1.433 habitants.

## Demografia

### Població
El 2007 la població de fet de Norrent-Fontes era de 1.433 persones. Hi havia 560 famílies de les quals 112 eren unipersonals (36 homes vivint sols i 76 dones vivint soles), 188 parelles sense fills, 196 parelles amb fills i 64 famílies monoparentals amb fills.
La població ha evolucionat segons el següent gràfic:
Habitants censats

### Habitatges
El 2007 hi havia 589 habitatges, 557 eren l'habitatge principal de la família, 4 eren segones residències i 28 estaven desocupats. 587 eren cases i 1 era un apartament. Dels 557 habitatges principals, 450 estaven ocupats pels seus propietaris, 88 estaven llogats i ocupats pels llogaters i 19 estaven cedits a títol gratuït; 14 tenien dues cambres, 51 en tenien tres, 116 en tenien quatre i 376 en tenien cinc o més. 460 habitatges disposaven pel capbaix d'una plaça de pàrquing. A 234 habitatges hi havia un automòbil i a 260 n'hi havia dos o més.

### Piràmide de població
La piràmide de població per edats i sexe el 2009 era:
| Homes | Edats   | Dones |
| ----- | ------- | ----- |
| 0     | 95 o +  | 0     |
| 0     | 90 a 94 | 4     |
| 12    | 85 a 89 | 20    |
| 0     | 80 a 84 | 8     |
| 24    | 75 a 79 | 32    |
| 4     | 70 a 74 | 28    |
| 40    | 65 a 69 | 56    |
| 48    | 60 a 64 | 40    |
| 16    | 55 a 59 | 32    |
| 52    | 50 a 54 | 44    |
| 64    | 45 a 49 | 60    |
| 92    | 40 a 44 | 64    |
| 48    | 35 a 39 | 56    |
| 44    | 30 a 34 | 48    |
| 44    | 25 a 29 | 40    |
| 36    | 20 a 24 | 36    |
| 64    | 15 a 19 | 64    |
| 60    | 10 a 14 | 52    |
| 40    | 5 a 9   | 44    |
| 20    | 0 a 4   | 12    |

## Economia
El 2007 la població en edat de treballar era de 956 persones, 670 eren actives i 286 eren inactives. De les 670 persones actives 601 estaven ocupades (355 homes i 246 dones) i 68 estaven aturades (32 homes i 36 dones). De les 286 persones inactives 93 estaven jubilades, 87 estaven estudiant i 106 estaven classificades com a «altres inactius».

### Ingressos
El 2009 a Norrent-Fontes hi havia 567 unitats fiscals que integraven 1.464 persones, la mediana anual d'ingressos fiscals per persona era de 16.727,5 €.

### Activitats econòmiques
Dels 46 establiments que hi havia el 2007, 2 eren d'empreses extractives, 2 d'empreses alimentàries, 1 d'una empresa de fabricació d'altres productes industrials, 6 d'empreses de construcció, 11 d'empreses de comerç i reparació d'automòbils, 1 d'una empresa de transport, 6 d'empreses d'hostatgeria i restauració, 1 d'una empresa financera, 1 d'una empresa immobiliària, 4 d'empreses de serveis, 8 d'entitats de l'administració pública i 3 d'empreses classificades com a «altres activitats de serveis».
Dels 15 establiments de servei als particulars que hi havia el 2009, 1 era una gendarmeria, 1 oficina de correu, 1 una oficina bancària, 1 taller de reparació d'automòbils i de material agrícola, 2 paletes, 1 guixaire pintor, 1 fusteria, 3 perruqueries i 4 restaurants.
Dels 7 establiments comercials que hi havia el 2009, 1 era un supermercat, 2 fleques, 1 una llibreria, 1 una sabateria, 1 una botiga de material de revestiment de parets i terra i 1 una joieria.
L'any 2000 a Norrent-Fontes hi havia 15 explotacions agrícoles que ocupaven un total de 536 hectàrees.

## Equipaments sanitaris i escolars
L'únic equipament sanitari que hi havia el 2009 era una farmàcia.
El 2009 hi havia 2 escoles elementals. Norrent-Fontes disposava d'un col·legi d'educació secundària amb 289 alumnes.

## Poblacions més properes
El següent diagrama mostra les poblacions més properes.